# Distenorrhinus xavieri
Distenorrhinus xavieri là một loài bọ cánh cứng trong họ Nemonychidae. Loài này được Zherichin & Gratshev miêu tả khoa học đầu tiên năm 2003.